# Erigabo
Erigabo (auch Erigavo geschrieben, Somali: Ceerigaabo) ist eine Stadt im Norden Somalias mit nach aktuellen Berechnungen ca. 27.700 Einwohnern. Schätzungen liegen aber mit bis zu 180.000 deutlich höher. Die Einwohner gehören vorwiegend zum Clan der Warsangeli aus der Clanfamilie der Harti-Darod.
Erigabo ist Hauptstadt der Region Sanaag, die zwischen Somaliland und Puntland, mit dem kurzlebigen zwischen 2007 und 2009 und ab 2012 auch ' umstritten ist. Völkerrechtlich  isaaq anerkannt gehören  SomaliLand.

## Geographie
Die Stadt liegt im Al-Mado-Gebirge, etwa 1800 m über dem Meeresspiegel, am Fuße der nördlich der Stadt gelegenen höchsten Berge Somalias. Dem größten Berg Somalias, dem Shimbiris mit 2460 m Höhe und den nur wenig kleineren Surud Cad, Waraq, Jilin und Da´aro, alle über 2000 m.
Etwa 10 km nördlich der Stadt gibt es Zypressenwälder, vor allem aus Wacholder. Große Teile des ehemaligen Baumbestand der Region sind jedoch durch starken Holzeinschlag der gewachsenen Bevölkerung inzwischen verschwunden.

## Geschichte
Historische Gräber aus bis zu drei Meter hoch aufgeschichteten Steinen in der Gegend bis zur Küste, die sogenannten Galla Gräber (Talla Galla), deuten auf sehr weit zurückliegende Besiedlungen der Region hin.
Unter britischer Kolonialverwaltung war der Ort als El Dur Elan bekannt. 1920 stationierte die Royal Air Force dort acht Flugzeuge, die im letzten Feldzug gegen die Derwische des Mohammed Abdullah Hassan (1856–1920) zur Bombardierung eingesetzt wurden. Ein einfaches gemauertes Denkmal im Stadtzentrum mit dem zerstörten Motorblock eines britischen Doppeldecker-Flugzeugs erinnert bis heute daran.

## Infrastruktur und Verwaltung
Die Stadt ist Sitz mehrerer internationaler und lokaler NGOs. Auch verschiedene Behörden Somalilands haben sich im Shaab, dem Regierungsviertel der Stadt, inzwischen eingerichtet. Erigabo verfügt über ein Krankenhaus und ein Flugfeld östlich der Stadt.
Die Straßenverbindungen von und nach Erigabo sind durch die Gebirgslage noch schlechter als in Somalia sonst schon üblich. Nach Osten erreicht man Hadaaftimo und Badhan, nach Norden, an die Küste des Golf von Aden, führt eine Straße in den etwa 60 km entfernten Ort Maydh und nach Xiis.
Die regionale Telefongesellschaft Golis Telecom hat Erigabo mit einem relativ modernen Mobilfunknetz ausgestattet. STC Somaliland, ein weiterer Telefonanbieter, beschränkt sich auf Festnetzdienste und liefert über seine Leitungen Strom.